# 天國可人兒
《天國可人兒》（英語：Just Like Heaven）是于2005年9月16日上映的好莱坞电影，由马克·沃特斯导演，由瑞絲·薇斯朋、马克·鲁法洛、喬恩·海德主演。根据小说《If Only It Were True》改编。

## 演員表
- 麗絲·韋花絲潘 飾 Dr. Elizabeth Masterson
- 马克·鲁法洛 飾 David Abbot
- 喬恩·海德 飾 Darryl
- Donal Logue 飾 Jack
- Dina Waters 飾 Abby Brody
- Ivana Miličević 飾 Katrina
- 赵家玲 飾 Dr. Fran Lo
- Ben Shenkman 飾 Dr. Brett Rushton
- Joel McKinnon Miller 飾 Lead Ghostbuster

## 外部連結
- 互联网电影数据库（IMDb）上《Just Like Heaven》的资料（英文）
- AllMovie上《Just Like Heaven》的资料（英文）
- 爛番茄上《Just Like Heaven》的資料（英文）
- Box Office Mojo上《Just Like Heaven》的資料（英文）
- Metacritic上《Just Like Heaven》的資料（英文）